# Franc Križnar
Franc Križnar, slovenski muzikolog, * 20. november 1947, Ljubljana. 
Križnar je študiral muzikologijo na Filozofski fakulteti v Ljubljani, kjer je leta 1989 magistriral, leta 1999 pa na Akademiji za glasbo v Ljubljani tudi doktoriral. Je avtor številnih muzikoloških člankov in monografskih publikacij v zvezi s slovenskim glasbenim okoljem. Med letoma 1992 in 2007 je bil zaposlen kot glasbeni urednik-novinar na Radiu Slovenija. Od svojega rojstva živi v Retečah pri Škofji Loki. 